# Carl Knowles
Carl Stanley Knowles, född 24 februari 1910 i San Diego, död 4 september 1981 i Los Angeles, var en amerikansk basketspelare.
Knowles blev olympisk mästare i basket vid sommarspelen 1936 i Berlin.